# Germán Villa
Germán Villa Castañeda (ur. 2 kwietnia 1973 w Meksyku) piłkarz meksykański grający na pozycji środkowego pomocnika.

## Kariera klubowa
Villa pochodzi z miasta Meksyk. Piłkarską karierę rozpoczął w tamtejszej Américe Meksyk. W lidze meksykańskiej zadebiutował w 1992 roku w spotkaniu z Club León. Przez pierwsze cztery sezony był jednak tylko rezerwowym, toteż nie miał wielkiego udziału w wywalczeniu przez klub Pucharu Mistrzów CONCACAF w 1993 roku. W pierwszym składzie Amériki zaczął grać w sezonie 1995/1996, jednak przez trzy kolejne lata klub nie odniósł większych sukcesów, ani w lidze, ani na arenie międzynarodowej.
Latem 1998 roku Villa przeszedł do klubu hiszpańskiej Primera División, Espanyolu Barcelona. W La Liga zadebiutował 30 sierpnia w wygranym 2:1 meczu z CD Tenerife. W Espanyolu przez pół roku grał w wyjściowej jedenastce, ale nie spełnił oczekiwań trenera ani kibiców i w styczniu wrócił do Meksyku.
Przez pół roku Germán grał w Américe, ale latem 1999 trafił do Necaxy, w której spędził tylko pół roku i już w fazie Verano 2000 ponownie stał się zawodnikiem Amériki. W 2001 roku zdobył z nią Puchar Gigantów CONCACAF, a w 2002 roku pierwszy w karierze tytuł mistrza kraju (faza Verano). Na kolejny sukces Villa czekał do roku 2005, gdy wywalczył mistrzostwo fazy Clausura, a w 2006 roku sięgnął z Amériką po Puchar Mistrzów CONCACAF.
| Sezon   | Klub                  | Kraj      | Rozgrywki                                | Mecze | Bramki |
| ------- | --------------------- | --------- | ---------------------------------------- | ----- | ------ |
| 1991/92 | Club América          | Meksyk    | Primera División                         | 2     | 0      |
| 1992/93 | Club América          | Meksyk    | Primera División                         | 3     | 0      |
| 1993/94 | Club América          | Meksyk    | Primera División                         | 14    | 0      |
| 1994/95 | Club América          | Meksyk    | Primera División                         | 9     | 0      |
| 1995/96 | Club América          | Meksyk    | Primera División                         | 38    | 0      |
| 1996/97 | Club América          | Meksyk    | Primera División                         | 32    | 0      |
| 1997/98 | Club América          | Meksyk    | Primera División                         | 29    | 1      |
| 1998/99 | Espanyol Barcelona    | Hiszpania | Primera División                         | 12    | 0      |
| 1998/99 | Club América          | Meksyk    | Primera División                         | 16    | 0      |
| 1999/00 | Necaxa Aguascalientes | Meksyk    | Primera División                         | 17    | 1      |
| 1999/00 | Club América          | Meksyk    | Primera División                         | 12    | 0      |
| 2000/01 | Club América          | Meksyk    | Primera División                         | 33    | 0      |
| 2001/02 | Club América          | Meksyk    | Primera División                         | 28    | 0      |
| 2002/03 | Club América          | Meksyk    | Primera División                         | 40    | 2      |
| 2003/04 | Club América          | Meksyk    | Primera División                         | 37    | 5      |
| 2004/05 | Club América          | Meksyk    | Primera División                         | 40    | 0      |
| 2005/06 | Club América          | Meksyk    | Primera División                         | 31    | 0      |
| 2006/07 | Club América          | Meksyk    | Primera División                         | 29    | 3      |
| 2007/08 | Club América          | Meksyk    | Primera División                         |       |        |
|         |                       |           | Łącznie w meksykańskiej Primera División | 410   | 12     |
|         |                       |           | Łącznie w hiszpańskiej Primera División  | 12    | 0      |

## Kariera reprezentacyjna
W reprezentacji Meksyku Villa zadebiutował 14 stycznia 1996 w wygranym 1:0 meczu z Gwatemalą, rozegranym w ramach Złotego Pucharu CONCACAF 1996. Zwycięzcą tego turnieju był Meksyk.
W 1998 roku Villa został powołany do kadry na Mistrzostwa Świata we Francji. Tam wystąpił w dwóch grupowych meczach: zremisowanych po 2:2 z Belgią i Holandią oraz przegranym 1:2 w 1/8 finału z Niemcami. W 2002 roku także był w drużynie na kolejny Mundial, jednak na MŚ 2002 nie zagrał ani razu.
Villa brał udział także w takich turniejach jak: Copa América 1997 (3. miejsce), Puchar Konfederacji 1997 (runda grupowa), Złoty Puchar CONCACAF 1998 (mistrzostwo) Puchar Konfederacji (mistrzostwo) i Puchar Konfederacji 2001 (faza grupowa). Karierę reprezentacyjną zakończył po Mundialu w 2002 roku. W kadrze narodowej wystąpił w 66 meczach i nie zdobył gola.